# Radovljica
Radovljica (IPA: [ɾaˈdoːu̯ljitsa], in tedesco Radmannsdorf) è una città della Slovenia. Ha una popolazione di 19 025 abitanti e si sviluppa su un'area di 118,7 km². Appartiene alla regione statistica dell'Alta Carniola. È una delle cittadine più pittoresche della Slovenia, tutelata come monumento culturale, situata su una banchina rocciosa sulla sponda sinistra della Sava.

## Storia
Radovljica sorse nel Medioevo sulle rovine di un antico insediamento romano e appare documentata nel 1169 come ricco borgo commerciale al centro di una regione dalla grande abbondanza di miniere e boschi. Venne cinta di mura nel secolo XV e riconosciuta come città nel 1510 (civitas Ratmansdorff). Il terribile terremoto del 1511 la distrusse quasi completamente, ma risorse lentamente, assumendo l'aspetto di città rinascimentale caratterizzata dalle case dei ricchi signori dell'epoca.

## Monumenti e luoghi d'interesse
Nella città sono ancora presenti le vecchie mura cittadine. Vi è inoltre un fossato difensivo, l'unico rimasto in tutta la Slovenia. Molto famoso è il Museo di apicoltura (Cebelarski muzej) e al suo interno molti prodotti tipici del paese.
A Brezje sorge la basilica minore di Santa Maria Ausiliatrice, importante meta di pellegrinaggio da tutta la Slovenia.

## Geografia antropica

### Suddivisioni amministrative
Il comune di Radovljica è diviso in 52 insediamenti (naselja):
- Begunje na Gorenjskem
- Brda
- Brezje
- Brezovica
- Češnjica pri Kropi
- Črnivec
- Dobravica
- Dobro Polje
- Dvorska Vas
- Globoko
- Gorica
- Hlebce
- Hraše
- Kamna Gorica
- Kropa
- Lancovo
- Lesce
- Lipnica
- Ljubno
- Mišače
- Mlaka
- Mošnje
- Noše
- Nova Vas pri Lescah
- Otoče
- Ovsiše
- Peračica
- Podnart
- Poljče
- Poljšica pri Podnartu
- Posavec
- Praproše
- Prezrenje
- Ravnica
- Rovte
- Slatna
- Spodnja Dobrava
- Spodnja Lipnica
- Spodnji Otok
- Srednja Dobrava
- Srednja Vas
- Studenčice
- Vošče
- Vrbnje
- Zadnja Vas
- Zaloše
- Zapuže
- Zgornja Dobrava
- Zgornja Lipnica
- Zgornji Otok
- Zgoša

## Amministrazione
| Periodo | Periodo   | Primo cittadino         | Partito | Carica  | Note |
| ------- | --------- | ----------------------- | ------- | ------- | ---- |
| 1994    | 1998      | Vladimir Černe          |         | sindaco |      |
| 1998    | 2002      | Janko Sebastijan Stušek |         | sindaco |      |
| 2002    | 2006      | Janko Sebastijan Stušek |         | sindaco |      |
| 2006    | 2010      | Janko Sebastijan Stušek |         | sindaco |      |
| 2010    | 2014      | Ciril Globočnik         |         | sindaco |      |
| 2018    | in carica | Ciril Globočnik         |         | sindaco |      |

### Gemellaggi
- Sondrio